# Soleil noir (roman de Muchamore)
Pour les articles homonymes, voir Soleil noir.
Soleil noir est un roman inédit de Robert Muchamore paru en France en octobre 2012 et donné gratuitement à l'achat d'un livre de Robert Muchamore. C'est un mini-livre de 97 pages qui se situe chronologiquement entre le tome 8, Mad Dogs, et le tome 9, Crash, de CHERUB.